# گلن الین (ایلینوی)
گلن الین (به انگلیسی: Glen Ellyn) یک روستا در ایالات متحده آمریکا است که در شهرستان دوپیج، ایلینوی قرار دارد. گلن الین ۱۷٫۸۷ کیلومتر مربع مساحت و ۲۷٬۴۵۰ نفر جمعیت دارد.